# Audi Le Mans quattro
Der Audi Le Mans quattro ist ein Konzeptfahrzeug des Autoherstellers Audi, das im September 2003 auf der IAA in Frankfurt am Main vorgestellt wurde.

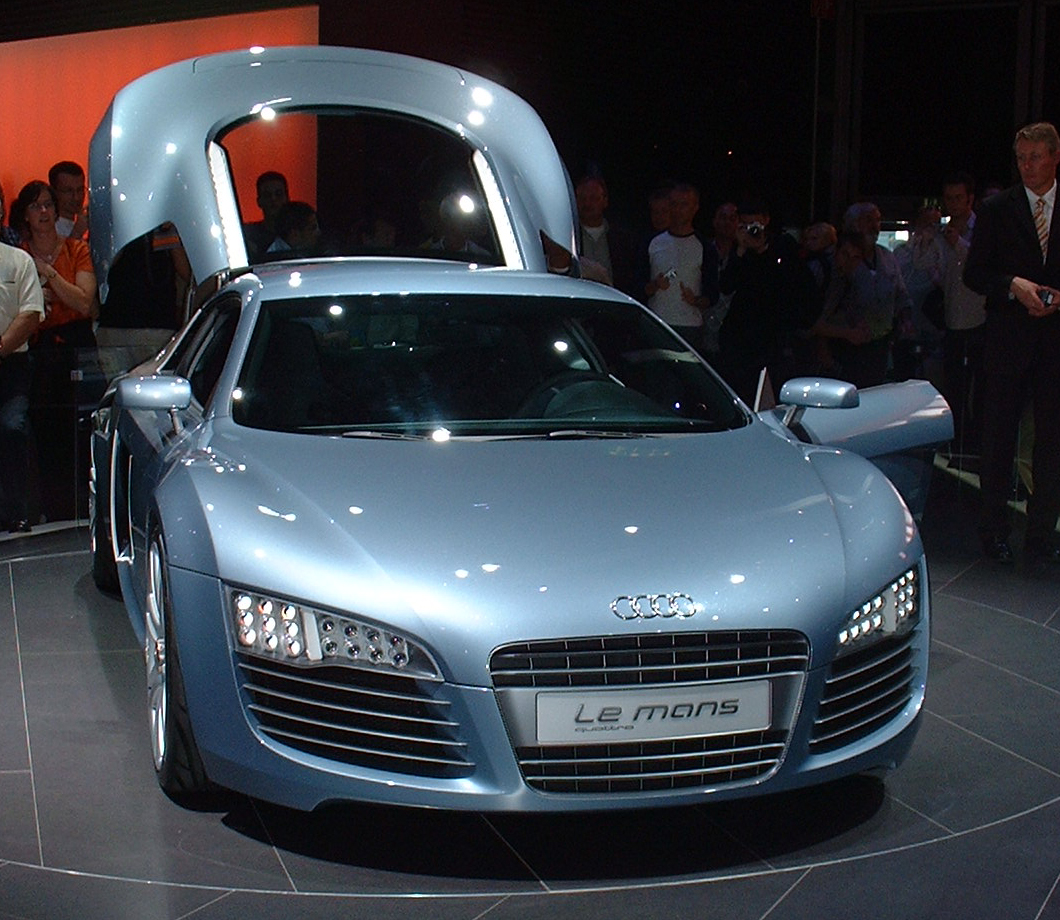
Studie Audi Le Mans quattro auf der IAA 2003 in Frankfurt

## Design und technische Daten
Der Audi Le Mans Quattro hat eine Reihe von modernen Merkmalen wie LED-Scheinwerfer, welche allerdings zum damaligen Zeitpunkt noch nicht serienreif waren. Der Stabwerkrahmen aus Blech- und teil gebogenen Strangpressteilen aus Aluminium (Audi Space Frame, ASF) ist der gleiche wie der des Lamborghini Gallardo. Die Karosserie besteht aus kohlenstofffaserverstärktem Kunststoff und Aluminium. Das Auto hat einen elektronisch steuerbaren Heckflügel, der sich ab einer Geschwindigkeit von 110 km/h verstellt.
Der Motor des Le Mans quattro basiert auf dem des Gallardo. Der Hubraum ist mit 5,2 Litern gleich, aber er hat andere Zylinderköpfe, zwei parallel geschaltete Turbolader und Schichtladung; das heißt, das Benzin wird direkt in den Zylinder eingespritzt, wobei es gezielt ungleichmäßig verteilt wird (FSI, Fuel Stratified Injection). Der Motor leistet 449 kW (610 PS), das maximale Drehmoment liegt bei 750 Nm. Das manuell zu schaltende Sechsganggetriebe ist das gleiche wie im Gallardo.